# Поляни-Кольонія
Поляни-Кольонія (пол. Polany-Kolonia) — село в Польщі, у гміні Вежбиця Радомського повіту Мазовецького воєводства.
Населення — 277 осіб (2011).
У 1975-1998 роках село належало до Радомського воєводства.

## Демографія
Демографічна структура станом на 31 березня 2011 року:
|          | Загалом | Допрацездатний вік | Працездатний вік | Постпрацездатний вік |
| -------- | ------- | ------------------ | ---------------- | -------------------- |
| Чоловіки | 145     | 43                 | 91               | 11                   |
| Жінки    | 132     | 27                 | 78               | 27                   |
| Разом    | 277     | 70                 | 169              | 38                   |